# Unione Sportiva Sangiovannese 1971-1972
Questa voce raccoglie le informazioni riguardanti l'Unione Sportiva Sangiovannese nelle competizioni ufficiali della stagione 1971-1972.

## Rosa
| N. |                   | Ruolo | Calciatore         |
| -- | ----------------- | ----- | ------------------ |
|    | Italia (bandiera) | A     | Stanislao Bozzi    |
|    | Italia (bandiera) | D     | Marino Buffetto    |
|    | Italia (bandiera) | D     | Giovanni Burini    |
|    | Italia (bandiera) | D     | Alessandro Campani |
|    | Italia (bandiera) | C     | Francesco Casisa   |
|    | Italia (bandiera) | A     | Carlo Ceccotti     |
|    | Italia (bandiera) | C     | Dino Cherubini     |
|    | Italia (bandiera) | D     | Nicandro Contadini |
|    | Italia (bandiera) | D     | Giorgio Costantini |
|    | Italia (bandiera) | P     | Renzo Del Cer      |
|    | Italia (bandiera) | A     | Luca Giannini      |

| N. |                   | Ruolo | Calciatore          |
| -- | ----------------- | ----- | ------------------- |
|    | Italia (bandiera) |       | Gibellini           |
|    | Italia (bandiera) |       | Jacobini            |
|    | Italia (bandiera) | D     | Giovanni Kostner    |
|    | Italia (bandiera) | A     | Largiuli            |
|    | Italia (bandiera) | D     | Nello Menciassi     |
|    | Italia (bandiera) | D     | Marcello Orlandini  |
|    | Italia (bandiera) | D     | Valeriano Prestanti |
|    | Italia (bandiera) | P     | Sergio Settini      |
|    | Italia (bandiera) | C     | Furio Tramonti      |
|    | Italia (bandiera) | C     | Giorgio Zanelli     |